# Martin Lamble
Martin Lamble (* 28. August 1949 in London; † 12. Mai 1969 bei Mill Hill) war ein britischer Folkrock-Schlagzeuger, der als Mitglied von Fairport Convention bekannt wurde.
Lamble wurde im Mai 1967 von Fairport Convention engagiert, nachdem er nach einem Konzert der Band auf die Bühne getreten war und behauptet hatte, er könne besser spielen als Shaun Frater, der zu diesem Zeitpunkt Schlagzeuger der Band war. Die Band ließ Lamble vorspielen, und kurz darauf nahm Lamble Fraters Platz ein.
Lamble kam jedoch nur dazu, auf den ersten drei Fairport-Convention-Alben zu spielen. Er starb bei einem Autobusunfall am 11. Mai 1969. Die anderen Mitglieder überlebten teilweise verletzt. Lambles Nachfolger bei Fairport Convention wurde Dave Mattacks.